# 全日好
全 日好（チョン・イルホ、朝鮮語: 전일호）は、朝鮮民主主義人民共和国の軍人、政治家。朝鮮労働党中央委員会委員で、軍職は「国防科学研究部門の指導幹部」と報道され詳細は不明。朝鮮人民軍における軍事称号（階級）は上将。北朝鮮のミサイル開発を主導する1人で、金正植・李炳鉄・張昌河と「ICBM4人組」と呼ばれる。

## 経歴
出生地や生年月日は不明。2004年3月23日には金策工業総合大学自動化研究所長として「2.16科学技術賞」を受賞した。しばらく動静が途絶え、2016年5月9日に開催された朝鮮労働党第7次大会で朝鮮労働党中央委員会委員に選出された。2017年5月29日に金正恩委員長が弾道ミサイルの発射を指導した際に同行し、北朝鮮のミサイル開発の核心人物の1人として知られるようになった。同年11月の火星15発射実験の際には、金正恩委員長とタバコを吸うなど親密な関係をアピールした。2019年8月には上将に昇進した。

## 参考サイト
- 북한정보포털